# Officier du ministère public
 (mars 2017).
Si vous disposez d'ouvrages ou d'articles de référence ou si vous connaissez des sites web de qualité traitant du thème abordé ici, merci de compléter l'article en donnant les références utiles à sa vérifiabilité et en les liant à la section « Notes et références ».
En droit français, l'officier du ministère public (O.M.P.) tient le rôle du ministère public devant le Tribunal de police qui fut entre 2002 et 2017 le tribunal de proximité pour les 4 premières classes de contravention. 
Il s'agit théoriquement d'un commissaire de police. Il peut toutefois être remplacé par un officier de police spécialement habilité, ce qui est généralement le cas dans les villes ne disposant pas d'un commissaire et qui est alors soit un commandant de police ou, si un poste budgétaire de commandant est inexistant dans le ressort du tribunal , par un capitaine de police. 
La mission de l'officier du ministère public consiste à poursuivre, au nom de la société,  les contraventions commises ou poursuivies dans le ressort du tribunal et à requérir une peine lors des audiences de celui-ci pour les infractions relevant de la procédure de l'amende forfaitaire. 
Le procureur de la République occupe quant à lui le siège du ministère public devant le tribunal de police pour les contraventions de la 5e classe et celles ne relevant pas de la procédure de l'amende forfaitaire.
L'officier du ministère public est un fonctionnaire de police (commissaire, commandant ou capitaine) soumis administrativement à la direction départementale de la sécurité publique mais il exerce ses attributions judiciaires sous la direction du procureur de la République.
Dans certaines matières particulières, l'officier du ministère public n'est pas un fonctionnaire de police : il peut être remplacé par un agent spécialisé, tel qu'un ingénieur des eaux et forêts dans le cadre des infractions forestières, ou un membre de la direction départementale de l'équipement pour les infractions à la police de la conservation. 